# Jakovlje
 Ovo je glavno značenje pojma Jakovlje. Za naselje u općini Aleksinac pogledajte Jakovlje (Aleksinac, Srbija).
Jakovlje je naseljeno mjesto i istoimena općina u Republici Hrvatskoj, u Zagrebačkoj županiji.

## Zemljopis
Općinu Jakovlje sačinjavaju tri naselja:
- Igrišće
- Jakovlje
- Kraljev Vrh

Jakovlje se nalazi nadomak Hrvatskog zagorja, od Zagreba je udaljeno oko 30 km.
Površina općine je 35,71 km²

## Stanovništvo
- 1991.: 3819
- 2001.: 3952 (Gustoća stanovništva: 111/km²)

Po popisu stanovništva iz 2001. godine, općina Jakovlje imala je 3952 stanovnika, raspoređenih u 3 naselja:
- Igrišće – 669
- Jakovlje – 2.622
- Kraljev Vrh – 661

| broj stanovnika | 1705  | 1981  | 2197  | 2484  | 3074  | 3328  | 3438  | 4034  | 4434  | 4466  | 4098  | 3778  | 3735  | 3819  | 3952  | 3930  | 3797  |
|                 | 1857. | 1869. | 1880. | 1890. | 1900. | 1910. | 1921. | 1931. | 1948. | 1953. | 1961. | 1971. | 1981. | 1991. | 2001. | 2011. | 2021. |

| broj stanovnika | 991   | 1141  | 1259  | 1356  | 1835  | 2014  | 2076  | 2519  | 2700  | 2800  | 2624  | 2491  | 2533  | 2586  | 2622  | 2572  | 2557  |
|                 | 1857. | 1869. | 1880. | 1890. | 1900. | 1910. | 1921. | 1931. | 1948. | 1953. | 1961. | 1971. | 1981. | 1991. | 2001. | 2011. | 2021. |

## Uprava
Poglavarstvo Općine Jakovlje:
- Načelnica općine: Sanja Borovec
- Zamjenik načelnice: Mario Hlad

članovi:
- Marijan Capek iz Jakovlja
- Matej Jozak iz Jakovlja

Članovi Općinskog vijeća s liste SDP-a i Udruge umirovljenika Općine Jakovlje su: Marijan Vrabec, Krunoslav Zorko, Ivan Bužinec i Ksenija Tomac (Štimac).

## Povijest
- Jakovlje u NOB

## Vatrogasna društva
- DVD Igrišće
- DVD Jakovlje
- DVD Kraljev Vrh

## Poznate osobe
- Marko Belinić  - narodni heroj
- Ivan Krkač - narodni heroj
- Josip Gril - borac NOR-a
- Ivan Brcko - borac NOR-a. Rođen 1894. godine u Kraljevom Vrhu, poginuo 1944. u Zagrebu kao politički radnik NOB-a.
- Marko Šimunić - borac NOR-a. Rođen 1920. godine u Kraljevom Vrhu, poginuo 1944. godine u Ivancu kao intendant brigade "Braća Radić".
- Juraj Vodopija - borac NOR-a. Rođen 13. travnja 1921. godine u Jakovlju. Poginuo 1942 u logoru Jasenovac kao član KPJ.
- Ivan Ferenčak - sudionik Oktobarske revolucije
- Branko Tuđen - novinar

## Spomenici i znamenitosti
- Dvorac Jakovlje
- Park skulptura Jakovlje

## Obrazovanje
- Osnovna škola Jakovlje
- Područna škola Igrišće
- Područna škola Kraljev Vrh

## Kultura
- Folklorni ansambl "Kosta", Kraljev Vrh
- KUD Igrišće[4]

## Šport
- NK Dinamo-Jakovlje
- NK Igrišće
- NK VRH
- Sportsko ribolovno društvo "Som"
- Sportski moto klub "Jakovlje"
- "Tuning Garage Prijatelj Na2"
- Taekwondo klub Jakovlje
- Lovačka udruga "Vepar" Jakovlje

## Vanjske poveznice
|  | Zajednički poslužitelj ima još gradiva o temi Jakovlje |